# Arkadiusz Mężyk
Arkadiusz Franciszek Mężyk (ur. 29 września 1962 w Wodzisławiu Śląskim) – polski inżynier i nauczyciel akademicki, profesor nauk technicznych, doktor honoris causa Uniwersytetu Technicznego „Gheorghe Asachi” w Jassach oraz Politechniki Lwowskiej, profesor Politechniki Śląskiej, rektor tej uczelni oraz dziekan Wydziału Mechanicznego Technologicznego, specjalista w zakresie zagadnień dynamiki, mechaniki ośrodków ciągłych, zastosowań metod numerycznych w analizie stereomechanicznej konstrukcji maszynowych.

## Życiorys
W 1977 rozpoczął naukę w Technikum Mechaniczno-Elektrycznym w Cieszynie, kończąc szkołę w 1982 z tytułem technik mechanik o specjalności budowa maszyn. Po maturze rozpoczął studia na Wydziale Mechanicznym Technologicznym Politechniki Śląskiej. Uczelnie ukończył w 1987 pracą dyplomową magisterską Estymacja oddziaływań mechanicznych w przekładni obiegowej głowicy kombajnu KGS-320 z uwzględnieniem nieliniowości zazębienia, uzyskując tytuł magistra inżyniera o specjalności maszyny robocze ciężkie. Na tej samej uczelni uzyskiwał kolejne stopnie naukowe w zakresie nauk technicznych – w 1994 doktora na podstawie pracy pt. Dynamika elektromechanicznych układów napędowych, a w 2002 doktora habilitowanego w oparciu o rozprawę zatytułowaną Optymalizacja własności dynamicznych układów napędowych maszyn. 21 grudnia 2007 postanowieniem prezydenta RP Lecha Kaczyńskiego otrzymał tytuł profesora nauk technicznych.
Od 1987 zawodowo związany z macierzystą uczelnią, na której doszedł do stanowiska profesora zwyczajnego w Instytucie Mechaniki Teoretycznej i Stosowanej. Był także profesorem w ośrodku badawczo-rozwojowym OBRUM. W jednostce tej w latach 2009–2011 pełnił funkcję dyrektora ds. technicznych i ds. rozwoju. Od 2002 do 2008 zajmował stanowisko prodziekana Wydziału Mechanicznego Technologicznego Politechniki Śląskiej ds. ogólnych. Był następnie pełnomocnikiem rektora, a w 2012 objął funkcję dziekana swojego wydziału. 20 kwietnia 2016 został wybrany na stanowisko rektora Politechniki Śląskiej na czteroletnią kadencję (od 1 września 2016). 28 kwietnia 2020 uzyskał reelekcję na drugą z rzędu kadencję. 27 sierpnia 2020 został wybrany na przewodniczącego Konferencji Rektorów Akademickich Szkół Polskich (KRASP) na czteroletnią kadencję, zastępując na tym stanowisku rektora Politechniki Warszawskiej prof. dr. hab. Jana Szmidta.
W pracy naukowej zajął się zagadnieniami z zakresu analizy wrażliwości, dynamiki maszyn, mechatroniki, optymalizacji oraz układów elektromechanicznych. Członek Polskiego Towarzystwa Metod Komputerowych Mechaniki oraz Polskiego Towarzystwa Mechaniki Teoretycznej i Stosowanej, w latach 2011–2015 pełnił funkcję przewodniczącego PTMTS. Powoływany w skład Komitetu Budowy Maszyn oraz Komitetu Mechaniki Polskiej Akademii Nauk, a także rad naukowych instytutów technicznych.

## Ważniejsze publikacje
Jest autorem ponad 180 publikacji, w tym m.in. w czasopismach naukowych i materiałach konferencyjnych krajowych oraz zagranicznych, 6 monografii oraz 2 skryptów:
- Eugeniusz Świtoński, Arkadiusz Mężyk, Zdzisław Rak, Ćwiczenia laboratoryjne z mechaniki ogólnej, Gliwice: Wydawnictwo Politechniki Śląskiej, 1992 (Skrypty Uczelniane - Politechnika Śląska, nr 1730), OCLC 1414191350. Brak numerów stron w książce
- Arkadiusz Mężyk, Minimization of transient forces in an electromechanical system, Lyngby: Dept. of Solid Mechanics, Technical University of Denmark, 1993 (Report (Danish Center for Applied Mathematics and Mechanics), no. 475), OCLC 641588808 (ang.). Brak numerów stron w książce
- Witold Gutkowski i inni, Modelowanie w mechanice. XXXV Sympozjon, Gliwice: Wydawnictwo Katedry Mechaniki Technicznej, 1996 (Zeszyty Naukowe Katedry Mechaniki Technicznej, z. 1, nr 1), ISBN 978-83-905269-0-4, OCLC 1414092376. Brak numerów stron w książce
- Eugeniusz Świtoński i inni, Laboratorium mechaniki ogólnej, Gliwice: Wydawnictwo Politechniki Śląskiej, 1998 (Skrypty Uczelniane - Politechnika Śląska, nr 2133), OCLC 1413178077. Brak numerów stron w książce
- Witold Gutkowski i inni, Modelowanie w mechanice. XXXIX Sympozjon PTMTS, 14-18.02.2000: streszczenia referatów, Gliwice: Katedra Mechaniki Stosowanej, 2000, ISBN 978-83-911764-5-0, OCLC 1424060722. Brak numerów stron w książce
- Arkadiusz Mężyk, Optymalizacja własności dynamicznych układów napędowych maszyn, Gliwice: Wydawnictwo Politechniki Śląskiej, 2002 (Zeszyty Naukowe - Politechnika Śląska, nr 1528, z. 139), OCLC 1413064423. Brak numerów stron w książce
- Eugeniusz Świtoński, Arkadiusz Mężyk, Modelling and optimization of physical systems, Gliwice: Wydawnictwo Katedry Mechaniki Stosowanej, 2002 (Zeszyty Naukowe Katedry Mechaniki Stosowanej, z. 19), ISBN 978-83-917224-0-4, OCLC 948841774. Brak numerów stron w książce
- Arkadiusz Mężyk, Analiza i kształtowanie cech dynamicznych napędów elektromechanicznych, Gliwice: Wydawnictwo Politechniki Śląskiej, 2002 (Monografia - Politechnika Śląska, 39), ISBN 978-83-7335-078-6, OCLC 749497064. Brak numerów stron w książce
- Witold Gutkowski i inni, Modelowanie w mechanice. XLII Sympozjon PTMTS, Wisła, 10-14.02.2003: streszczenia referatów, Gliwice: Wydawnictwo Katedry Mechaniki Stosowanej, 2003, ISBN 978-83-917224-2-8, OCLC 1424263278 (pol. • ang.). Brak numerów stron w książce
- Arkadiusz Mężyk, Mariola Jureczko, Optymalizacja wielokryterialna łopat elektrowni wiatrowej ze względu na minimalizację drgań, Gliwice: Wydawnictwo Politechniki Śląskiej, 2006 (Monografia - Politechnika Śląska, 104), ISBN 978-83-7335-334-3, OCLC 749712372. Brak numerów stron w książce
- Arkadiusz Mężyk, Nowoczesne technologie w projektowaniu pojazdów specjalnych, Gliwice: Politechnika Śląska, 2010, OCLC 804763696. Brak numerów stron w książce
- Piotr Dobrzaniecki, Arkadiusz Mężyk, Kształtowanie cech eksploatacyjnych górniczych pojazdów szynowych, Gliwice: Instytut Techniki Górniczej „KOMAG”, 2012 (Prace Naukowe - Instytut Techniki Górniczej „KOMAG”, 39), ISBN 978-83-60708-70-5, OCLC 852949344. Brak numerów stron w książce
- Paweł. Bachorz i inni, Minimalizacja drgań mechatronicznych napędów maszyn roboczych, Gliwice: Wydawnictwo Naukowe Instytutu Technologii Eksploatacji - Państwowy Instytut Badawczy, 2012 (Biblioteka Problemów Eksploatacji), ISBN 978-83-7789-162-9, OCLC 1424106828. Brak numerów stron w książce
- Edyta Krzystała, Sławomir Kciuk, Arkadiusz Mężyk, Identyfikacja zagrożeń załogi pojazdów specjalnych podczas wybuchu, Gliwice, Radom: Wydawnictwo naukowe Instytutu Technologii Eksploatacji - Państwowy Instytut Badawczy, 2012, ISBN 978-83-7789-161-2, OCLC 852975496. Brak numerów stron w książce
- Arkadiusz Mężyk, Gen. bryg. prof. dr hab. inż. Zygmunt Mierczyk: doktor honoris causa Politechniki Śląskiej, Gliwice: Politechnika Śląska. Wydział Mechaniczny Technologiczny. Katedra Mechaniki Stosowanej, 2014, ISBN 978-83-60102-66-4, OCLC 883522906. Brak numerów stron w książce
- Arkadiusz Mężyk i inni, 2016 International Conference on Bio-engineering for Smart Technologies (BioSMART), 2016, ISBN 978-1-5090-4568-6, OCLC 7343071090. Brak numerów stron w książce
- Rafał. Konsek, Arkadiusz Mężyk, Metodyka doboru punktu pracy silnika w napędzie hybrydowym z wykorzystaniem modeli symulacyjnych, Gliwice: Instytut Techniki Górniczej „KOMAG”, 2017 (Prace Naukowe - Instytut Techniki Górniczej „KOMAG”, 50), ISBN 978-83-65593-06-1, OCLC 1042953405. Brak numerów stron w książce
- Arkadiusz Mężyk i inni, Modelling in engineering 2020. Applied mechanics, Cham: Springer, 2021 (Advances in intelligent systems and computing, 1336), ISBN 978-3-030-68455-6, OCLC 1237871021 (ang.). Brak numerów stron w książce

## Odznaczenia i wyróżnienia
| Rok  | Odznaczenie / wyróżnienie                                                                                   |
| 1995 | Nagroda Ministra Edukacji Narodowej                                                                         |
| 2002 | Srebrny Krzyż Zasługi                                                                                       |
| 2003 | Nagroda Wydziału IV Polskiej Akademii Nauk                                                                  |
| 2005 | Zespołowa nagroda Ministra Edukacji Narodowej i Sportu                                                      |
| 2009 | Nagroda Naukowa im. Witolda Nowackiego                                                                      |
| 2011 | „Tarcza Bumaru” za najlepszy projekt rozwojowy Grupy Bumar w 2010                                           |
| 2018 | Doktor honoris causa Uniwersytetu Technicznego „Gheorghe Asachi” w Jassach                                  |
| 2019 | Honorowa Złota Odznaka Krajowej Izby Gospodarczej                                                           |
| 2020 | Nagroda Fundacji Polskiego Godła Promocyjnego „Teraz Polska” – tytuł Promotor Polski                        |
| 2021 | tytuł Diamentowy Inżynier nadany w plebiscycie „Przeglądu Technicznego” i Naczelnej Organizacji Technicznej |
| 2023 | Doktor honoris causa Politechniki Lwowskiej                                                                 |